# Grote Markt (Den Haag)
De Grote Markt is een plein in het centrum van Den Haag met eronder het gelijknamige tramstation in de Haagse tramtunnel waar de tramlijnen 2 en 6 stoppen, alsmede RandstadRail 3 en 4.
Aan het straatniveau naast de voetgangers-ingang/uitgang van de tramtunnel bij de Jan Hendrikstraat stoppen de buslijnen 25 van HTM en 51 van EBS.

## Geschiedenis
Op de plaats waar het plein nu is, stond sinds 1452 het St. Elizabeth Convent, dat in 1584 afbrandde. Dit was een van de vier nonnenkloosters die aan het eind van de Middeleeuwen in Den Haag waren gebouwd. Tijdens de Reformatie werden de restanten van het klooster afgebroken, en de grond werd doorverkocht.
In 1614 werd op deze plaats het marktplein aangelegd waar de groente- en fruitmarkt werd gehouden. In dezelfde periode groef men de Lutherse Burgwal (een gracht), waardoor de Grote Markt per schip bereikbaar werd. In 1642 werd de voor Den Haag belangrijke Prinsegracht aangelegd. Deze verbond de stad via de Loosduinsevaart met het Westland en kwam uit bij de Grote Markt, die sindsdien over twee vaarroutes bereikbaar was. De boeren uit het Westland konden zo eenvoudig hun waren naar Den Haag vervoeren en de Grote Markt groeide uit tot de belangrijkste markt van de stad. Naast groenten en fruit werd er ook koren, boter en kaas verhandeld. Hiervoor werden grote handelshuizen gebouwd zoals het Koorenhuis en het Boterhuis.

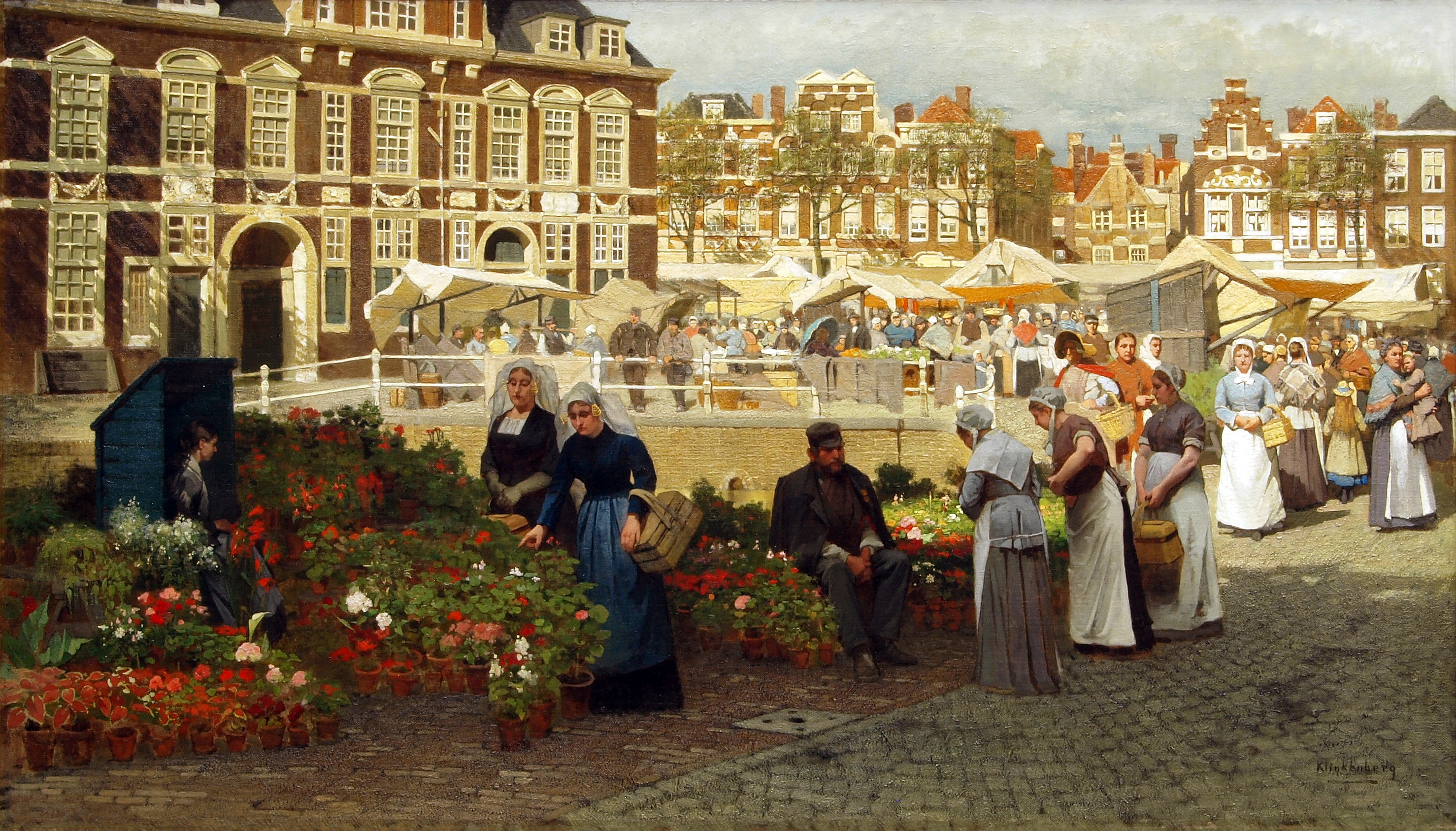
De Haagse Bloemenmarkt op de Grote Markt (achteraan), doorlopend langs het begin van de Prinsegracht (voorgrond). Links de Boterwaag. ± 1895, door Karel Klinkenberg

### Na 1900
Tussen 1881 en 1903 werd de Prinsegracht samen met de meeste andere binnengrachten gedempt. De markt, die op de Prinsegracht werd gehouden, was allang veel te klein en is daarom in 1938 verplaatst naar de Herman Costerstraat in de Schilderswijk, en heet nu de De Haagse Markt.
Decennialang diende de Grote Markt als busstation van de HTM. De bussen hadden hun beginpunt daar waar nu de hoofdingang van de tramtunnel is en de terrassen zijn.
In 1927-1928 verrees op de hoek van de Grote Markt en de, dan net nieuwe, Grote Marktstraat een markant pand van de hand van architect Jan Buijs, in de moderne nieuwe-bouwenstijl: het hoofdkantoor van de Haagse coöperatie De Volharding. In het pand waren kantoren, winkels en een tandheelkundige kliniek gevestigd en het was aan buitenkant voorzien van lichtreclame, wat in die tijd zeer modern was.
Vanaf de jaren 70 veranderde het plein in een belangrijk uitgaansgebied. Maar ruimte voor terrassen was er niet, want er was een laag U-vormig gebouw op het grootse deel van het plein, wat de City-promenade werd genoemd. Het oude Boterhuis uit 1650, omgedoopt in Boterwaag, werd tussen 1980 en 1983 gerestaureerd naar een plan van de Amsterdamse architecten G. Prins en J.D. Mol. Enkele andere oude panden ondergingen eveneens een restauratie en het plein werd opnieuw ingericht, waarbij gemotoriseerd verkeer niet meer werd toegestaan. In de Boterwaag is tegenwoordig een café gevestigd en ook vele andere historische panden aan het plein hebben een horecabestemming gekregen, zoals het bekende café De Zwarte Ruiter. In de zomer verandert het plein in een groot terras, dat druk bezocht wordt.
In 2004 werd de tramtunnel van Den Haag geopend. Deze heeft een ondergrondse halte aan de Grote Markt. De ingang van de halte is verdiept aangelegd.

## Lampenwinkel
Piet de Borst had een grote lampenwinkel aan de Grote Markt 19, op de hoek van de Lutherse Burgwal, waar een traditie heerste. Hier werden bij de introductie van een nieuw betalingsmiddel de eerste aankopen gedaan.
- 1989: minister dr. H.O.Ch.R. Ruding deed hier in 1989 zijn eerste aankoop in ECU’s.
- 1998: president dr. A.H.E.M. Wellink van de Nederlandsche Bank deed hier de eerste betaling met een Eurocheques.
- 2001: minister drs. Gerrit Zalm gaf hier de eerste euro’s uit.

Piet de Borst zette zich in om de Grote Markt in stand te houden, hiertoe kocht hij enkele panden op. In 2012 besloot hij de winkel te sluiten, waarbij Maxime Verhagen het woord voerde. In 2013 werd Piet de Borst uitgeroepen tot Ondernemer van 2013 en op 17 mei 2013 overleed hij.

## Foto's

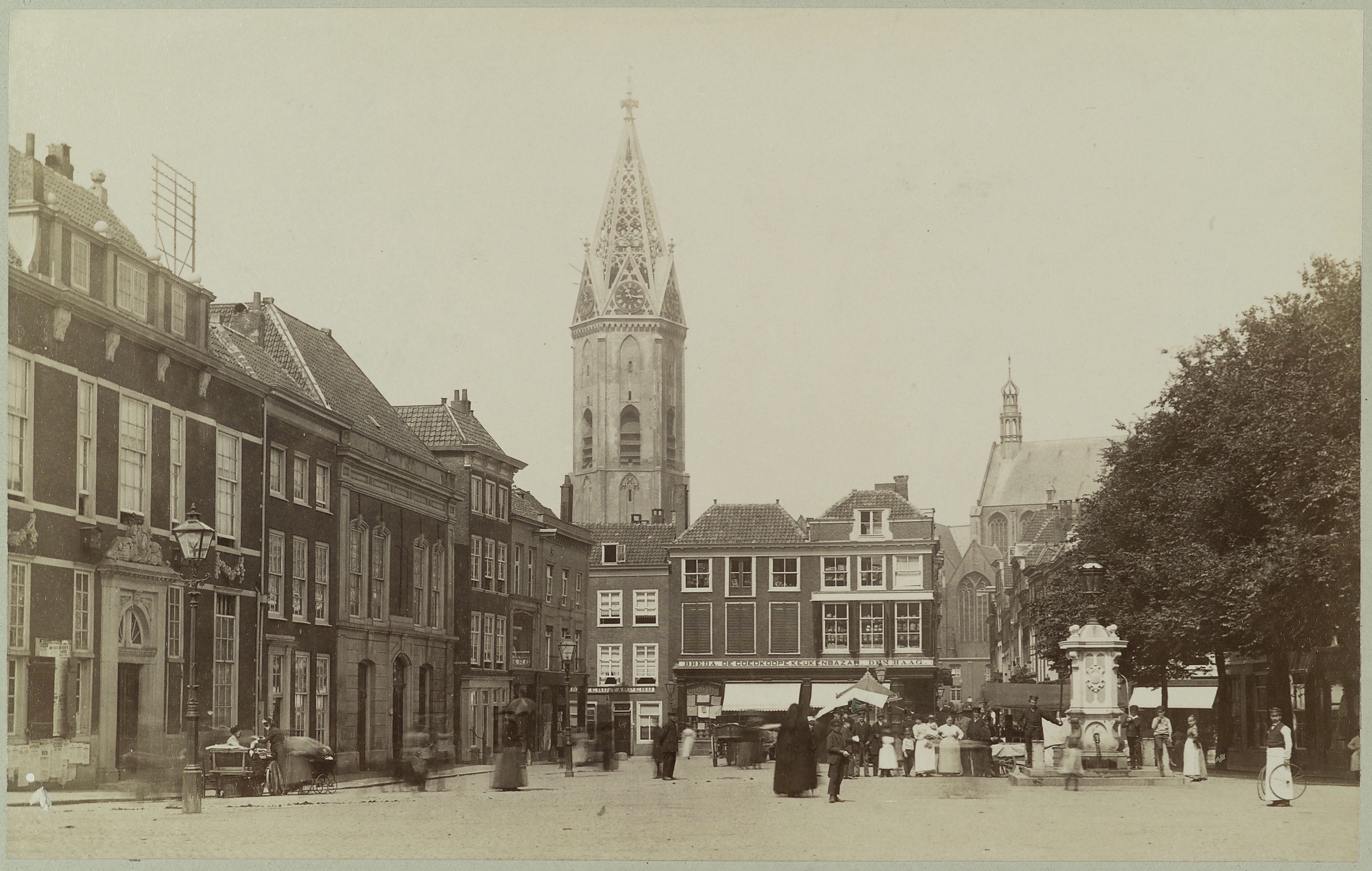
De Grote Markt in de 19e eeuw
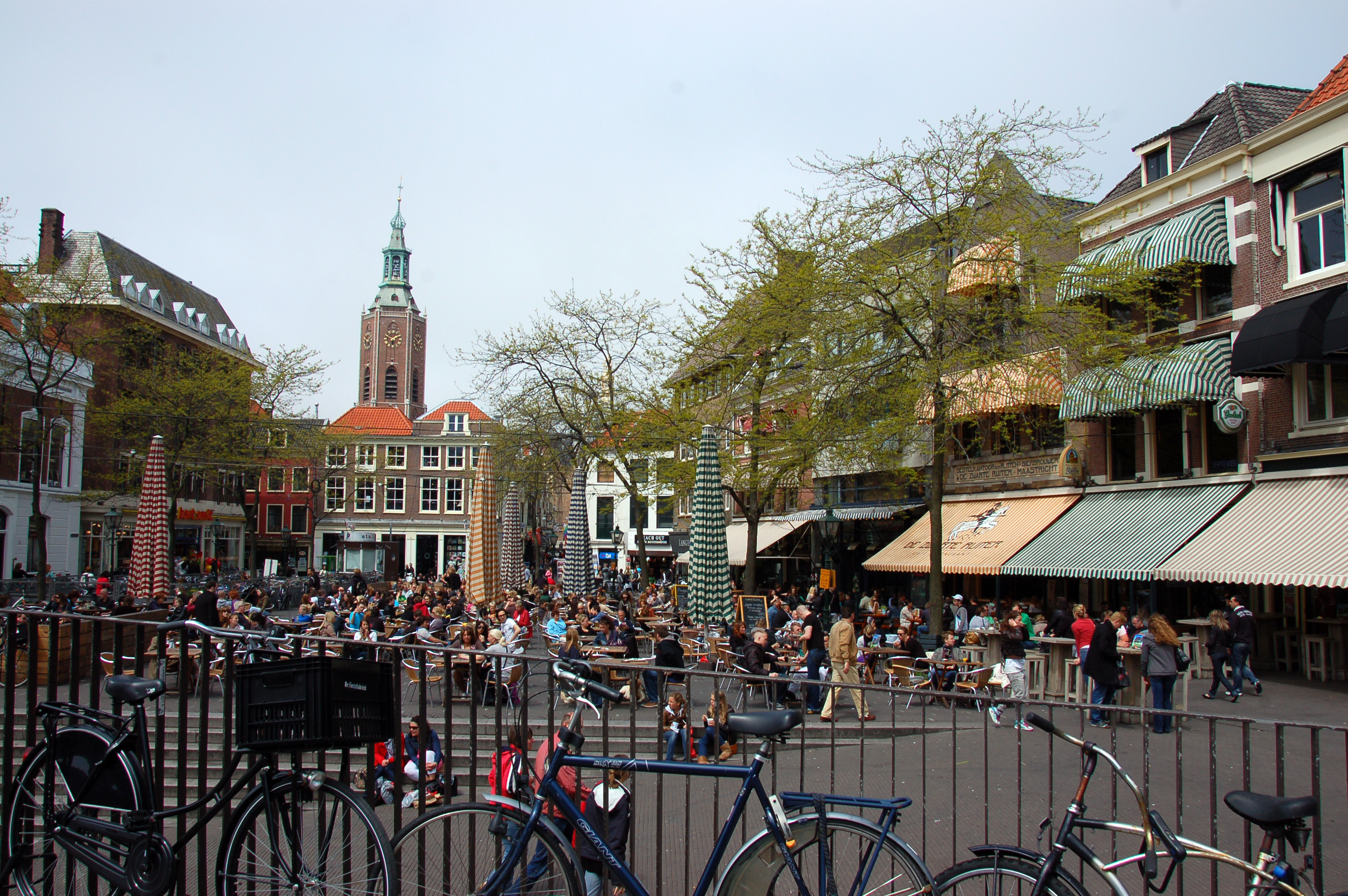
De Grote Markt
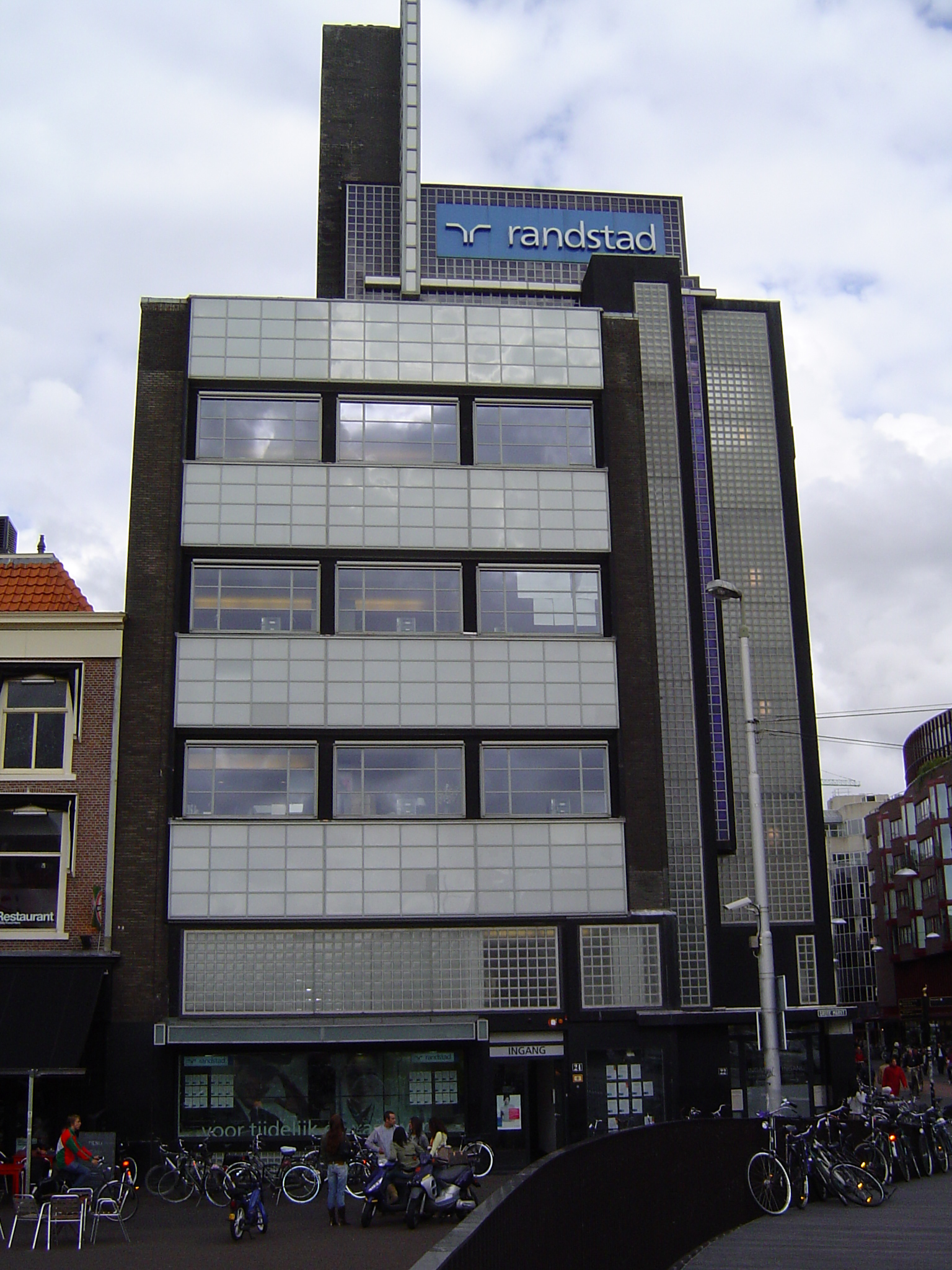
De Volharding
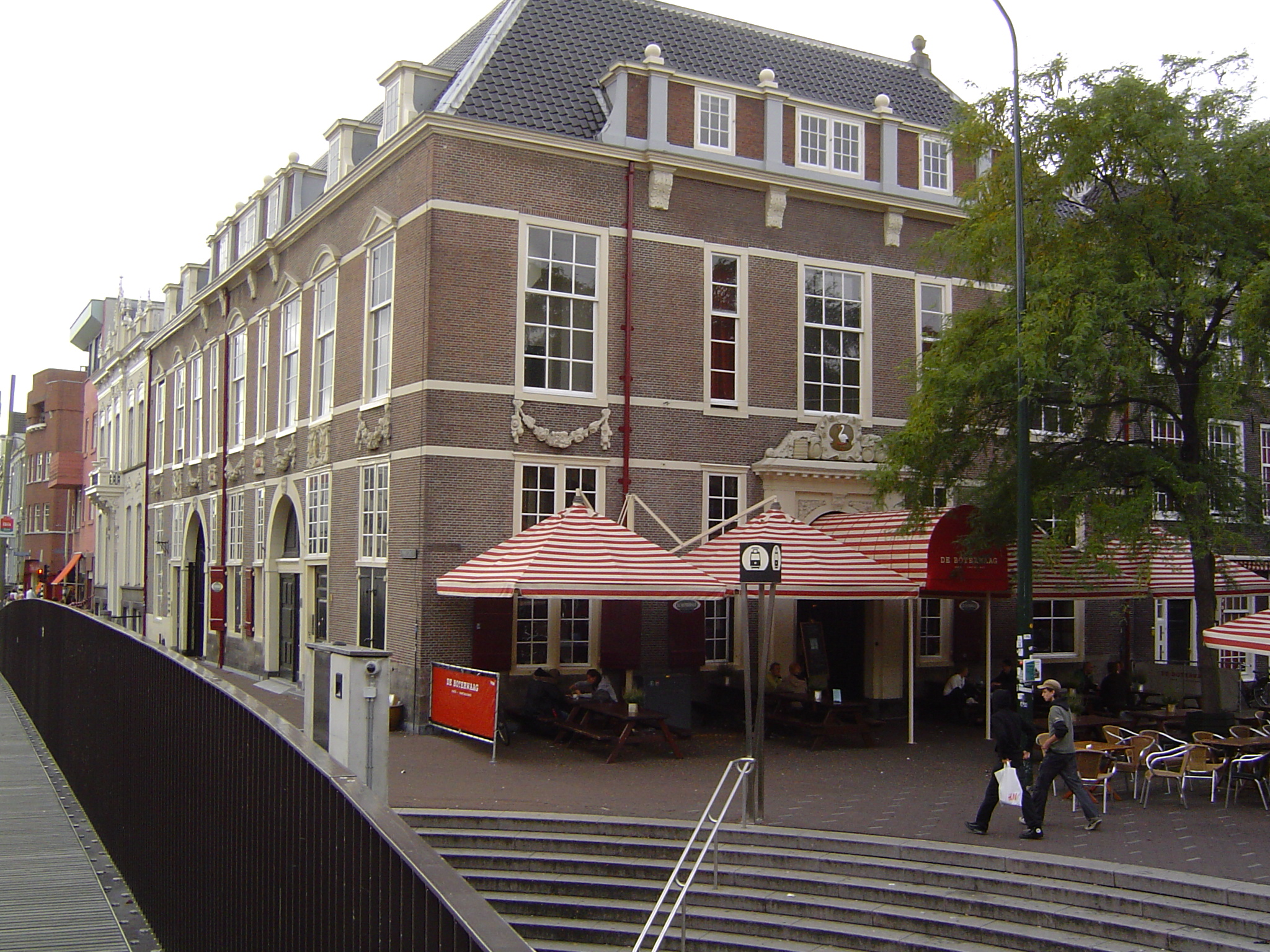
De Boterwaag
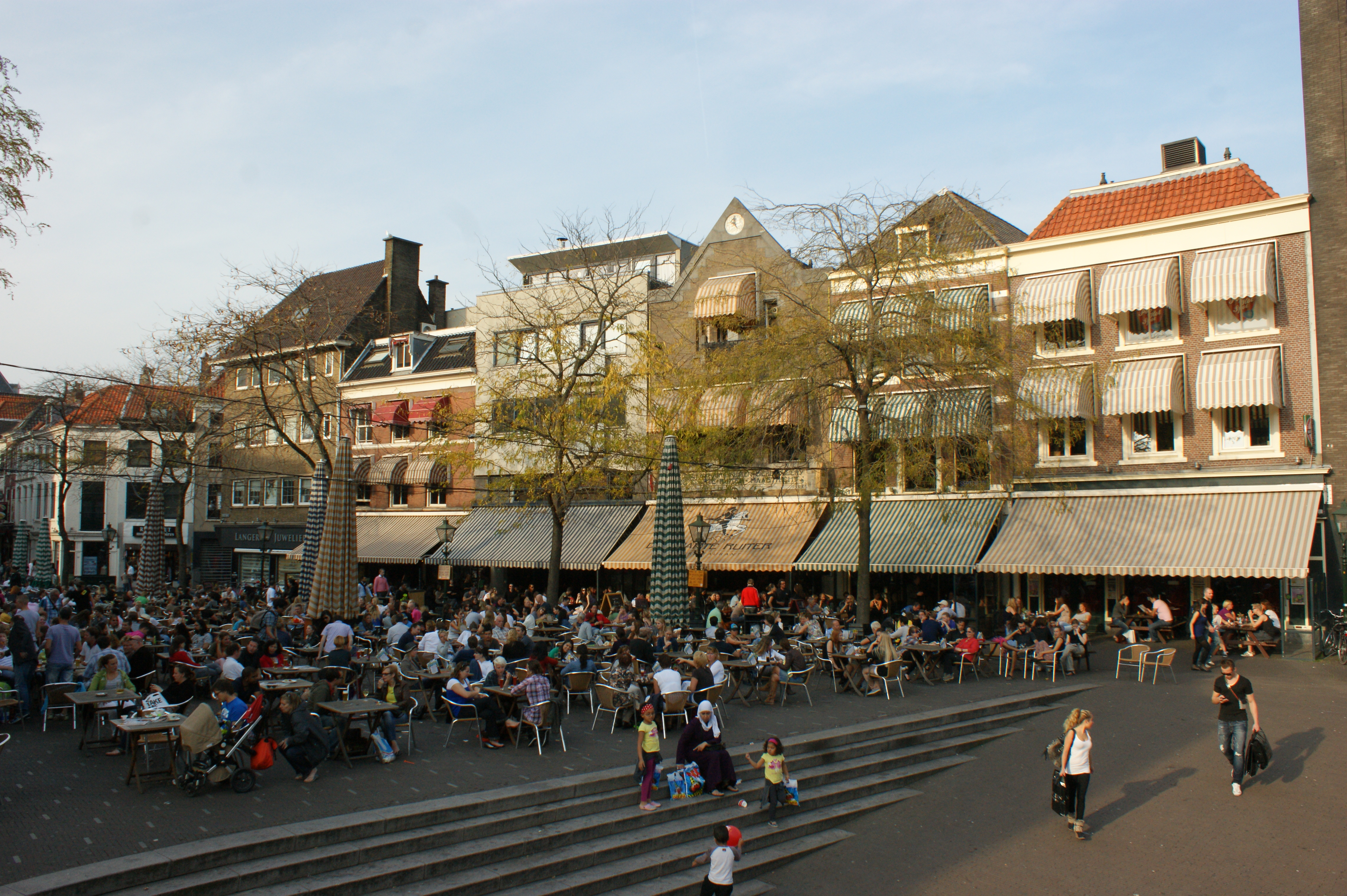
Noordzijde
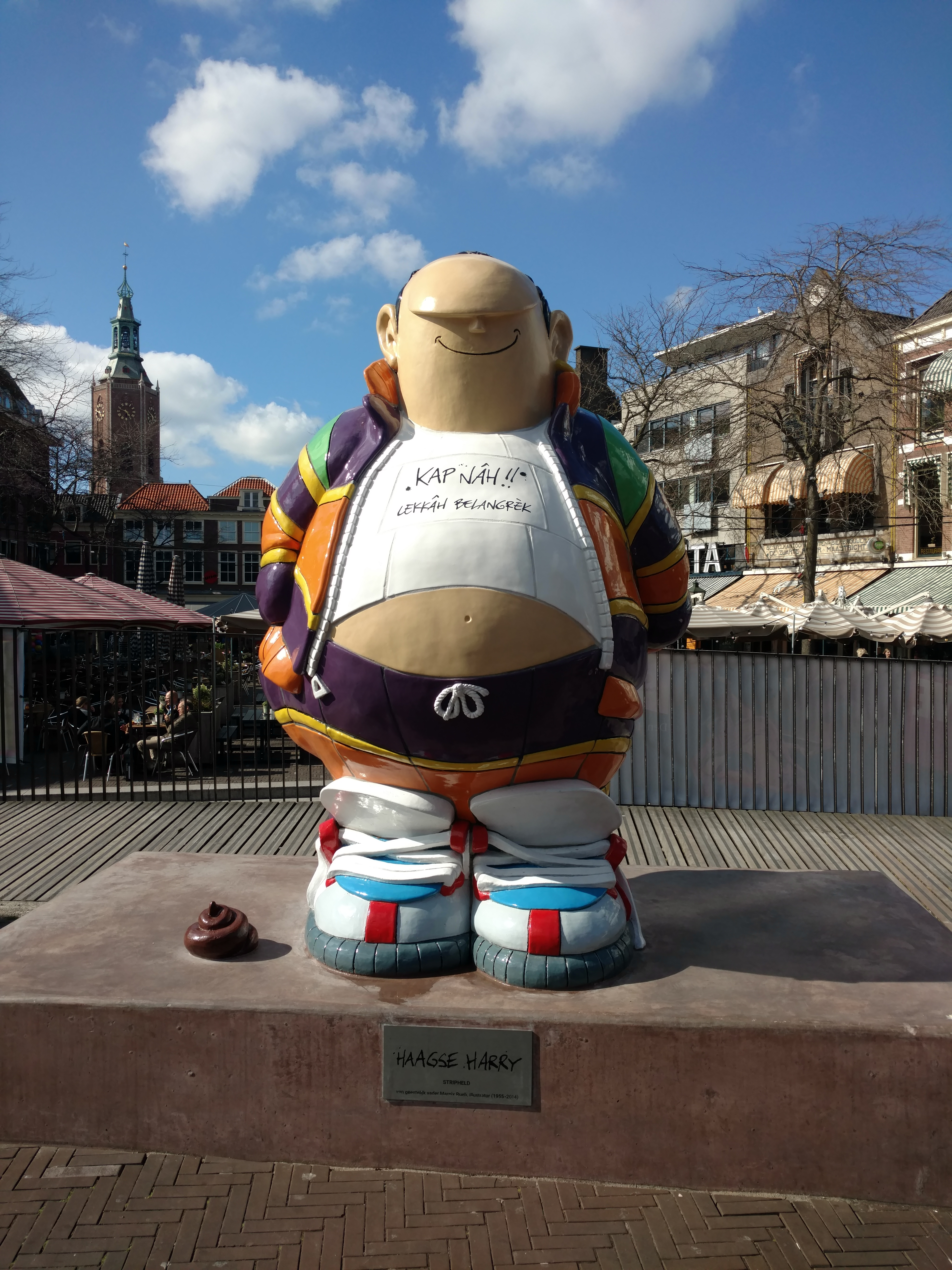
Standbeeld Haagse Harry